# People of the South Wind
«People of the South Wind» (en español: «Gente del viento del sur») es una canción de la banda estadounidense de rock progresivo Kansas, la cual se enlista originalmente en el álbum Monolith publicado en 1979 por Kirshner Records.  Fue compuesta por el guitarrista y teclista Kerry Livgren.  Se lanzó como sencillo en el mismo año por la misma discográfica.
En este sencillo se incluyó el tema «Stay Out of Trouble» («Aléjate de los problemas» en español) en la cara B del vinilo.  Fue escrita por el vocalista y teclista Steve Walsh, el  violinista y también cantante Robby Steinhardt y el guitarrista Rich Williams.
La canción fue exitosa en los Estados Unidos, pues llegó a posicionarse en el 32.º lugar del Billboard Hot 100 en 1979.  En Canadá «People of the South Wind» también obtuvo cierto reconocimiento, aunque no como en los EE. UU., ya que se ubicó en el puesto 59.º de la lista de la revista RPM Magazine el 28 de julio del mismo año.

## Recepción de la crítica
Robert Taylor, crítico de Allmusic, le otorgó una reseña negativa a esta canción, pues señaló que «aunque el coro de «People of the South Wind» es ‹pegadizo›, la ridícula melodía del teclado con la que inicia este tema va dirigido penosamente a la radio FM».

## Lista de canciones

### Lado A
| Side one |                            |               |               |          |  |
| N.º      | Título                     | Escritor(es)  | Voz principal | Duración |  |
| 1.       | «People of the South Wind» | Kerry Livgren | Steve Walsh   | 3:40     |  |

### Lado B
| Side one |                       |               |                  |          |  |
| N.º      | Título                | Escritor(es)  | Voz principal    | Duración |  |
| 2.       | «Stay Out of Trouble» | Kerry Livgren | Robby Steinhardt | 4:12     |  |

## Créditos
- Steve Walsh — voz principal (en «People of the South Wind»), teclados y coros
- Kerry Livgren — guitarra y teclados
- Robby Steinhardt — voz principal (en «Stay Out of Trouble»), violín y coros
- Rich Williams — guitarra
- Dave Hope — bajo
- Phil Ehart — batería y percusiones

## Listas
| Año  | País           | Lista             | Posición máxima |
| ---- | -------------- | ----------------- | --------------- |
| 1979 | Canadá         | RPM Magazine      | 59.º            |
| 1979 | Estados Unidos | Billboard Hot 100 | 23.º            |